# Spantjevtsi
Spantjevtsi (bulgariska: Спанчевци) är ett distrikt i Bulgarien.   Det ligger i kommunen Obsjtina Vărsjets och regionen Montana, i den västra delen av landet, 50 km norr om huvudstaden Sofia.
Omgivningarna runt Spantjevtsi är en mosaik av jordbruksmark och naturlig växtlighet. Runt Spantjevtsi är det ganska glesbefolkat, med 35 invånare per kvadratkilometer.